# Laconi
Laconi ist eine Gemeinde auf der italienischen Insel Sardinien mit 1645 Einwohnern (Stand 31. Dezember 2023). Das Dorf nennt sich „Dorf der Menhire“. Es ist Sitz der ursprünglich katalanischen Adelsfamilie Aymerich, deren Castello (als Ruine), Park und Palazzo neben dem "Museo della statuaria preistorica in Sardegna" zu den Sehenswürdigkeiten des Ortes gehören.

## Geografie
Laconi liegt etwa 70 Kilometer nördlich von Cagliari und etwa 50 Kilometer östlich von Oristano auf einer Höhe von etwa 550 Meter über dem Meer im Waldland des Sarcidano im äußersten Osten der Provinz Oristano. 
Nachbargemeinden sind Aritzo (NU), Asuni, Gadoni (NU), Genoni (SU), Isili (SU), Meana Sardo (NU), Nuragus (SU), Nurallao (SU), Nureci, Samugheo, Senis und Villanova Tulo (SU).

## Sehenswürdigkeiten
- Im „Museo delle Statue Menhir“ sind 40 kupferzeitliche zum Teil vom Gigantengrab Aiòdda, zum Teil aus Nurallao und der Umgebung stammende Statuenmenhire der Ozieri-Kultur aus Trachyt ausgestellt.
- Kirche Sant' Ambrogio e Sant'Ignazio da Laconi
- Burgruine Aymerich
- Palazzo und Park Aymerich
- In Ortsnähe befindet sich die Nuraghe Genna Corte, die Menhire und das große Galeriegrab von Corte Noa aus der Übergangszeit zu den Kulturen von Abealzu-Filigosa.

## Verkehr
Laconi besitzt einen Bahnhof an der schmalspurigen Bahnstrecke Isili–Sorgono, der in den Sommermonaten vom Trenino Verde bedient wird. Die Staatsstraßen SS128 und SS442 treffen sich in Laconi.

## Persönlichkeiten
Dem Heiligen Ignatius von Laconi, geb. 17. Dezember 1701 in Laconi, ist die örtliche Kirche geweiht. Er war bis zu seinem Tod als bescheidener Bettelmönch tätig und starb, fast erblindet, verehrt von der Bevölkerung, die ihm ein Denkmal setzte.

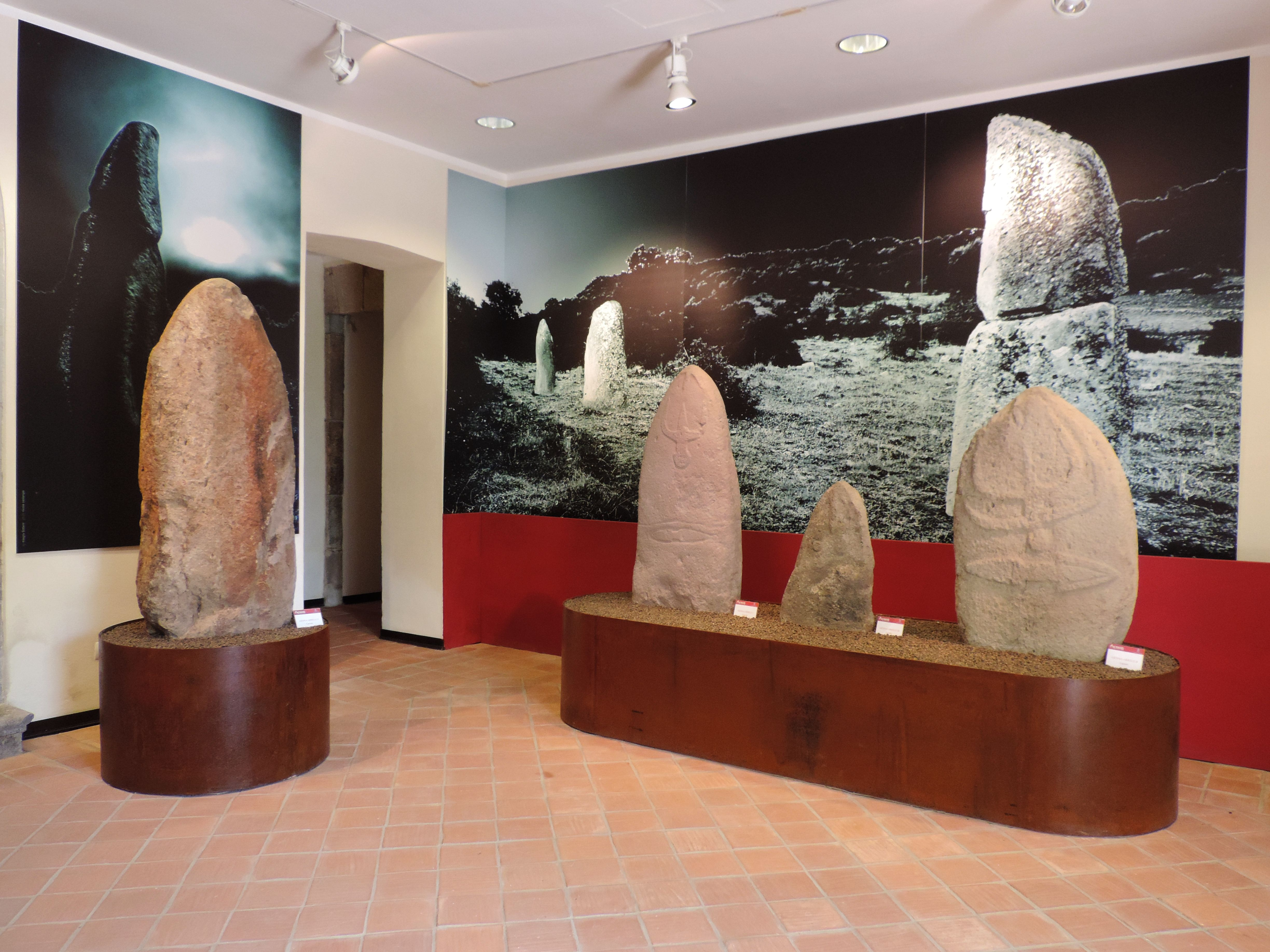
Im Menhir-Museum
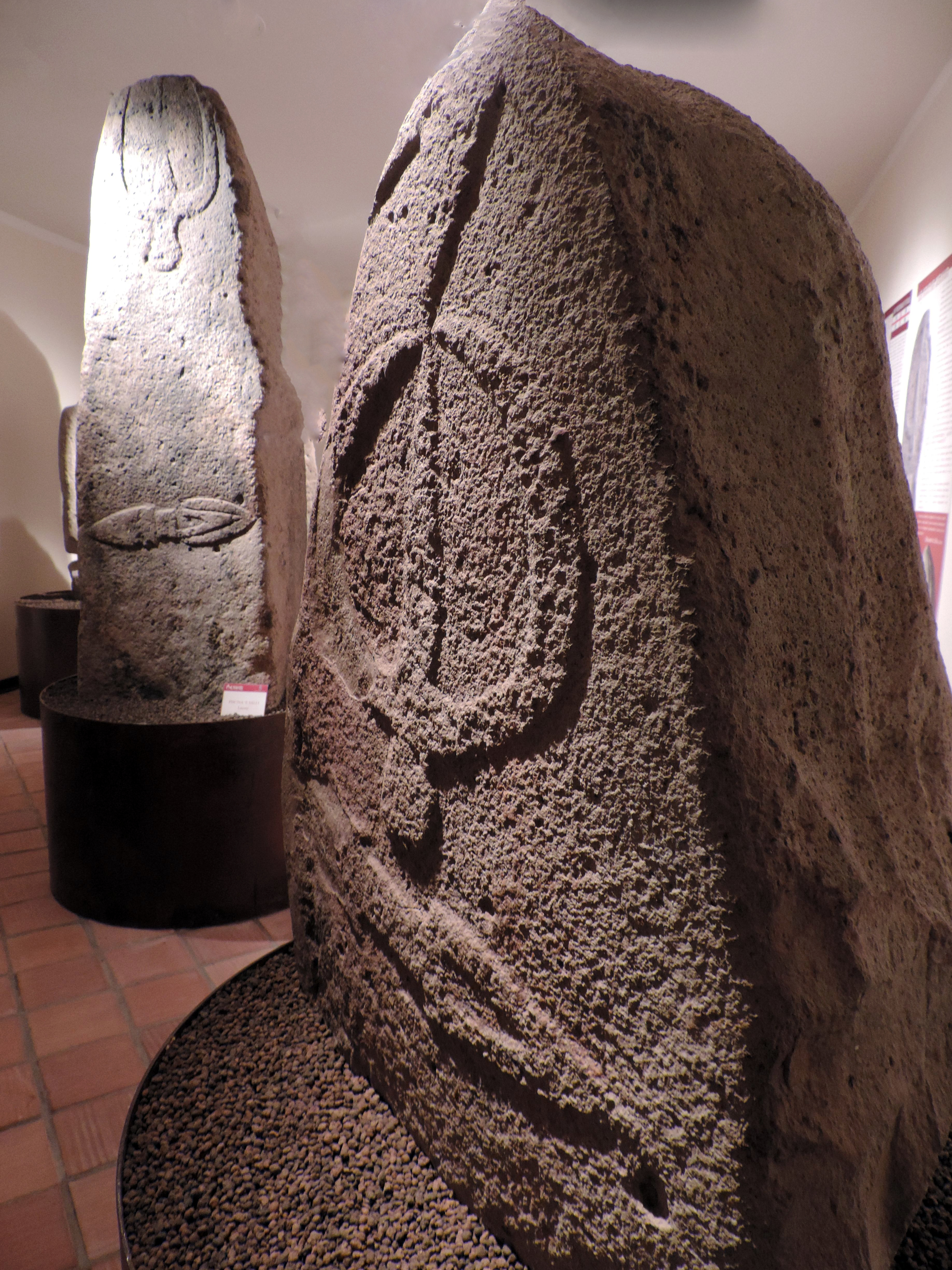
Exponate
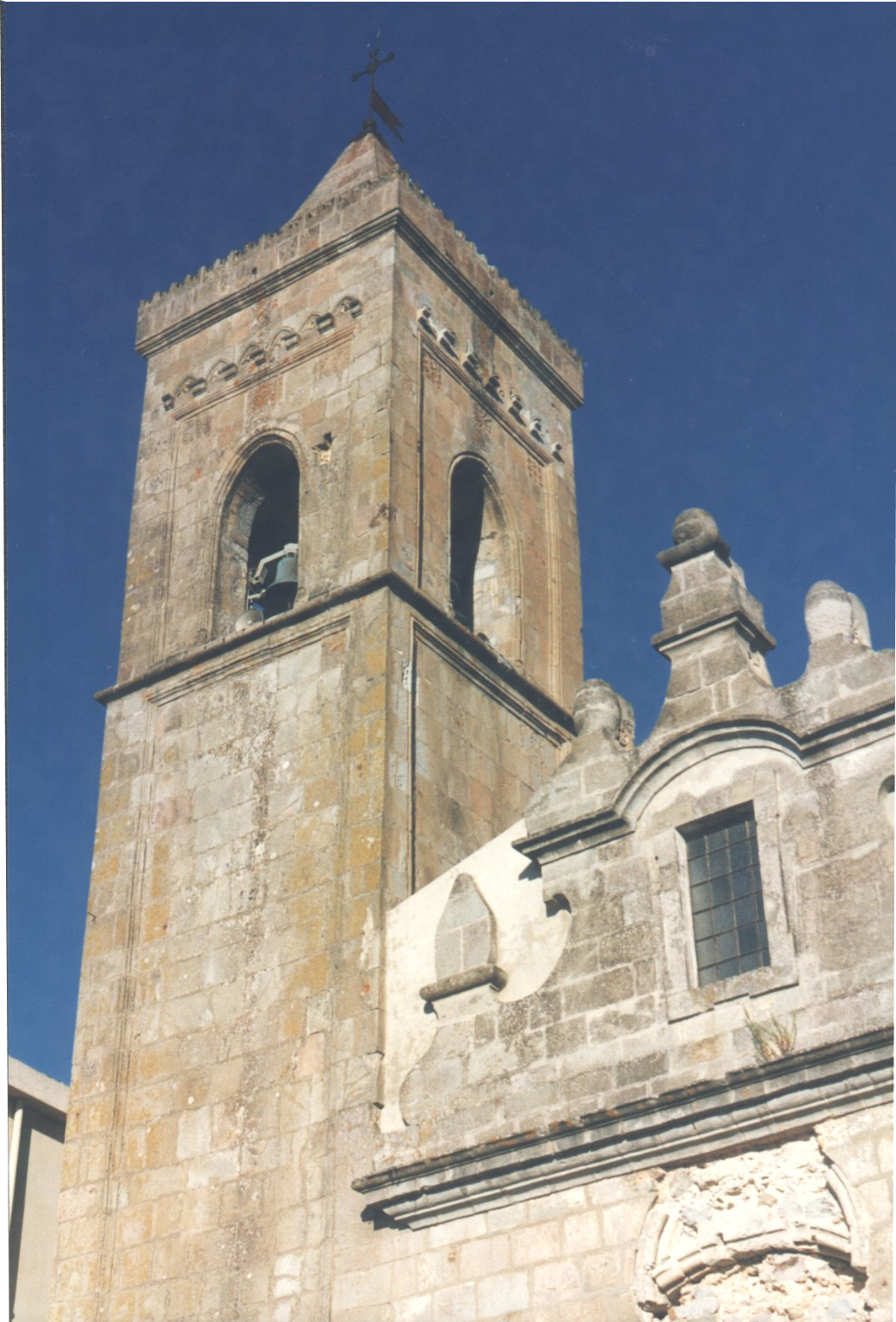
Kirche von Laconi
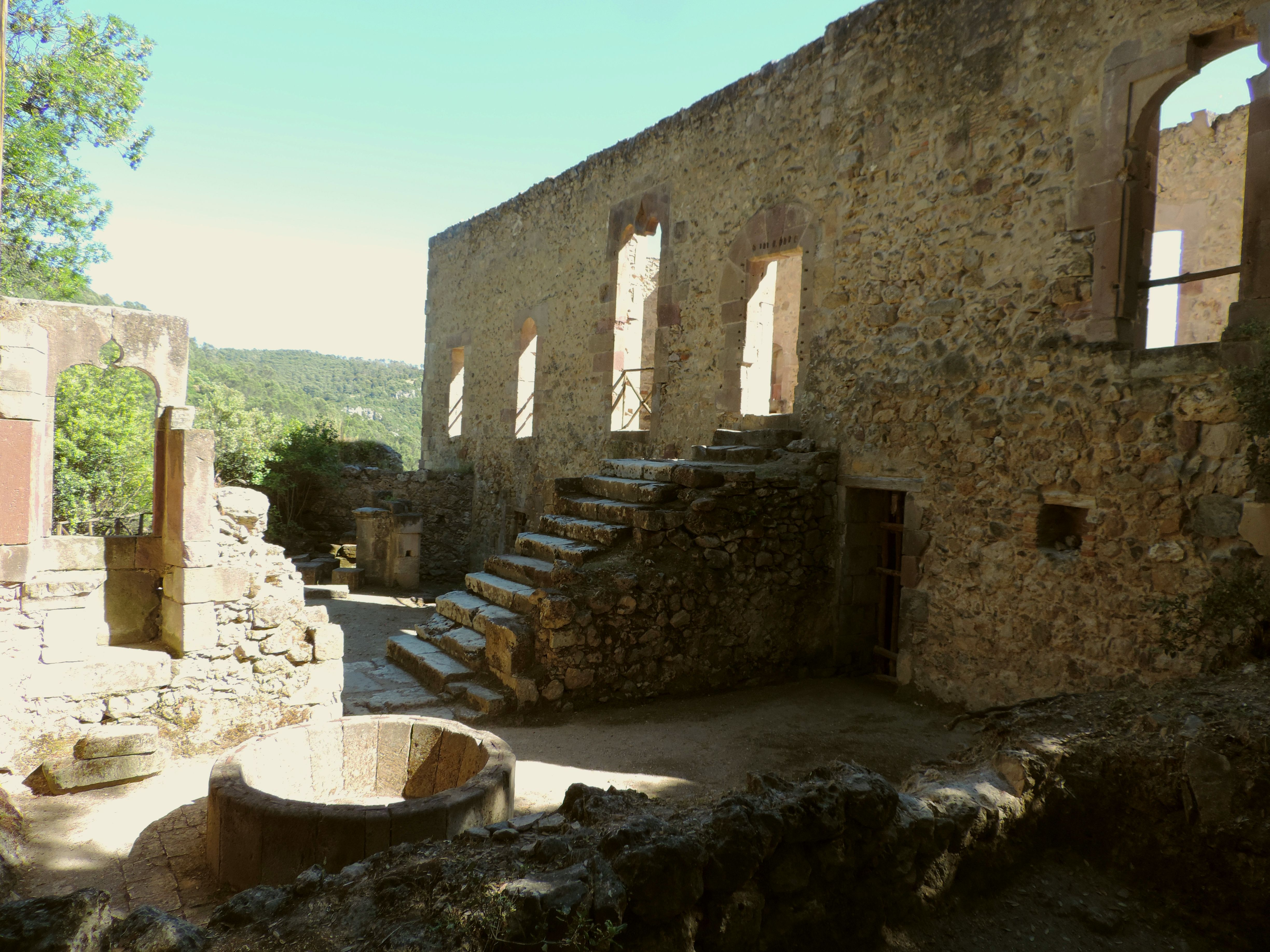
Burgruine Aymerich
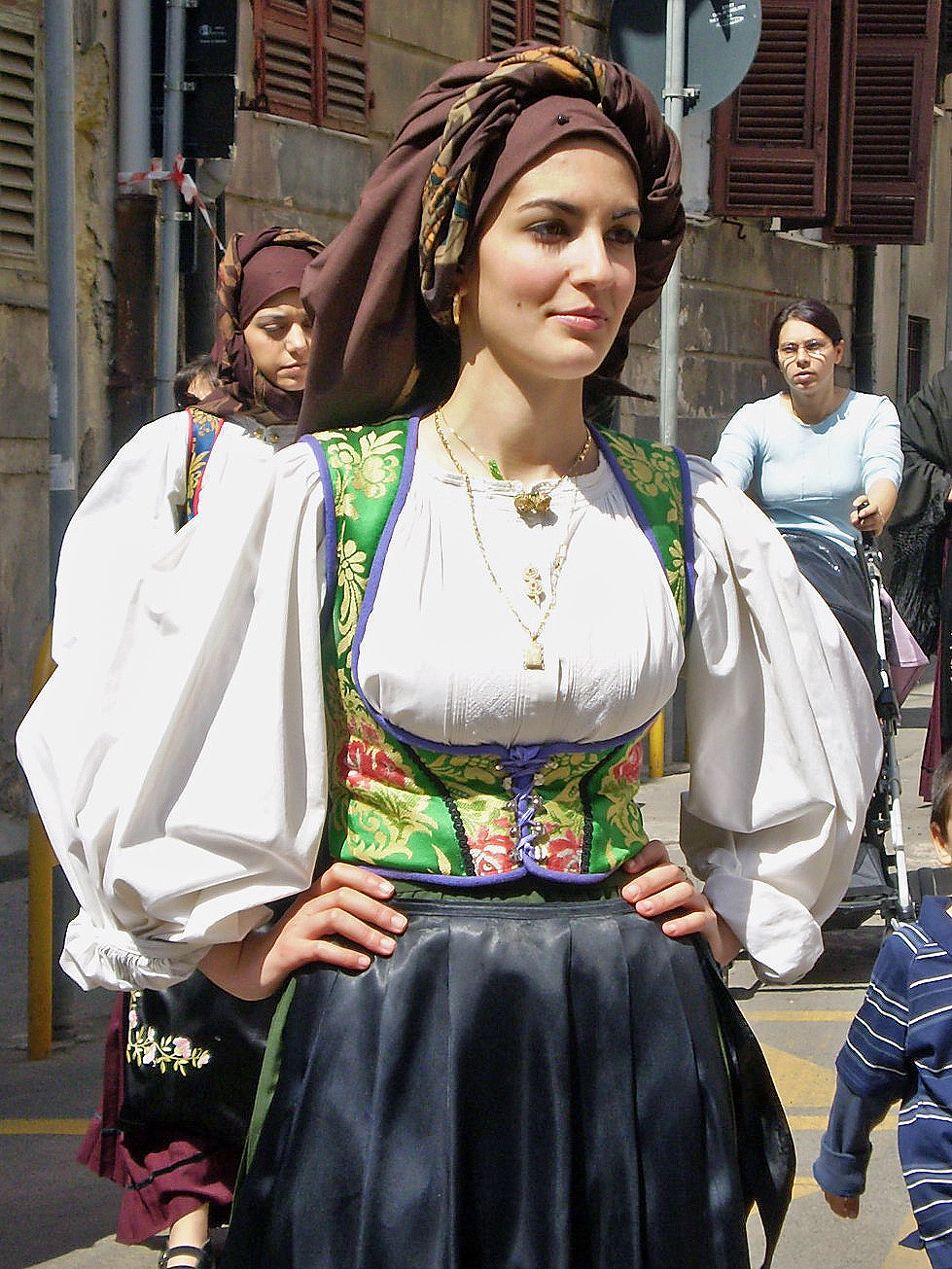
Tracht des Ortes